# No Tomorrow (série télévisée)
No Tomorrow, ou Sans lendemain au Québec, est une série télévisée américaine en treize épisodes de 42 minutes créée par Scott McCabe, Tory Stanton et Corinne Brinkerhoff, et diffusée entre le 4 octobre 2016 et le 17 janvier 2017 sur le réseau The CW et le lendemain sur Netflix au Canada.
C'est une adaptation de la série brésilienne Como Aproveitar o Fim do Mundo (pt) diffusée en 2012.
Au Québec, la série a été diffusée du 4 septembre 2017 au 27 novembre 2017 sur VRAK et en France, elle est diffusée sur Téva du 20 juin 2019 au 18 juillet 2019. Elle reste pour le moment inédite dans tous les autres pays francophones.

## Synopsis
Evie, une femme sérieuse à la vie ennuyeuse rencontre par hasard Xavier, un jeune homme aventureux qui vit sa vie à fond. En effet, il est persuadé que l'apocalypse approche et décide de réaliser tout ce qui est inscrit sur son Apoca-liste. Il entraîne Evie avec lui.

## Distribution

### Acteurs principaux
- Tori Anderson (VF : Hélène Bizot) : Evie Covington
- Joshua Sasse (VF : Benjamin Penamaria) : Xavier Holliday
- Amy Pietz (VF : Céline Monsarrat) : Deirdre Hackmeyer
- Jesse Rath (VF : Hervé Grull) : Timothy Finger
- Sarayu Blue (VF : Caroline Mozzone) : Kareema
- Jonathan Langdon (VF : Franck Sportis) : Hank Barkley

### Acteurs récurrents et invités
- Kelly Stables (VF : Sophie Froissard) : Mary Anne, sœur d'Evie
- Ted McGinley (VF : Edgar Givry) : Gary, père d'Evie
- Gigi Rice (VF : Blanche Ravalec) : Gloria, mère d'Evie
- Elizabeth Bowen : Peggy (6 épisodes)
- George Basil : Jesse Holliday, cousin de Xavier (5 épisodes)
- Marta Milans (VF : Léovanie Raud) : Sofia (4 épisodes)
- Greyston Holt : Mikhail, employé russe (4 épisodes)
- Paula Newsome : Tyra DeNeil Fields (3 épisodes)
- Vinny Chhibber (VF : Romain Altché) : Rohan, frère de Kareema (3 épisodes)
- Jenna Dewan Tatum (VF : Anouck Hautbois) : Tuesday (épisode 4)
- Allyn Rachel (en) : Fern (épisodes 5 et 9)
- Roger Bart : Cory Casey (épisodes 7 et 12)
- Hana Mae Lee (VF : Elsa Davoine) : Marlo Miyamoto (épisodes 8 et 9)
- Aliyah O'Brien (en) : Talia Chevalier (épisodes 12 et 13)
- Elliot Knight : Graham (épisode 13)

- Version française
  - Société de doublage : Dubbing Brothers[7]
  - Direction artistique :

 Source et légende : version française (VF) sur RS Doublage,

## Production

### Développement
Le 30 novembre 2015, le réseau The CW annonce l'acquisition du projet de série basé sur la série brésilienne Como Aproveitar o Fim do Mundo.
Le 29 janvier 2016, The CW annonce la commande d'un épisode pilote.
Le 12 mai 2016, le réseau The CW annonce officiellement après le visionnage du pilote, la commande du projet de série avec une commande initiale de treize épisodes, pour une diffusion lors de la saison 2016 / 2017.
Le 19 mai 2016, lors des Upfronts 2016, The CW annonce la diffusion de la série pour l'automne 2016.
Le 17 juin 2016, The CW annonce la date de lancement de la série au 4 octobre 2016.
À la mi-novembre 2016, le réseau ne commande pas d'épisodes supplémentaires, annulant la série.
Le 8 mai 2017, la chaîne annule officiellement la série.

### Attribution des rôles
L'annonce de l'attribution des rôles a débuté le 8 mars 2016, avec l'arrivée de Tori Anderson dans le rôle d'Evie. Le 11 mars 2016, Amy Pietz est annoncée dans le rôle de Deirdre. Le 14 mars 2016, Joshua Sasse rejoint la distribution. Le lendemain, il est rejoint par Sarayu Blue, qui sera Kareema. Le 23 mars 2016, Jesse Rath obtient le rôle de Timothy.

### Tournage
La série est tournée à Vancouver, en Colombie-Britannique au Canada.

## Épisodes
1. L'Apocalyste (Pilot)
2. Soirée Mousse (No Crying in Baseball)
3. Show Devant (No Doubt)
4. L'Effet papillon (No Boundaries)
5. L'Arroseur arrosé (No Regrets)
6. Les Vaches maigres (No Debts Remain Unpaid)
7. Dis-moi que tu m'aimes (No You Say It First)
8. Cybermartyres (No Rest For The Weary)
9. Passion tango (No Truer Words)
10. Feux d'artifice (No Soup For You)
11. Piano à quatre mains (No Woman No Cry)
12. À tort ou à raison (No Time Like the Present)
13. La vie est un rêve (No Sleep 'Til Reykjavik)